# Bludzie Małe
Bludzie Małe (Duits: Klein Bludszen; 1936-1938: Klein Bludschen; 1938-1945: Klein Forsthausen) is een plaats in het Poolse woiwodschap Ermland-Mazurië, in het district Gołdapski. De plaats maakt deel uit van de gemeente Dubeninki en telt 60 inwoners.